# 懷特克萊 (內布拉斯加州)
懷特克萊（英語：Whiteclay）是位於美國內布拉斯加州謝里敦縣的普查規定居民點。

## 歷史
懷特克萊的郵局自1904年營運至今。

## 人口
根據2020年美國人口普查的數據，懷特克萊的面積為0.18平方千米，皆為陸地。當地共有人口8人，而人口密度為每平方千米44.44人。